# Holenderskie tulipany wdzięczności
Holenderskie tulipany wdzięczności – kwiaty stanowiące wyraz pamięci narodu holenderskiego o zasługach Wojska Polskiego w wyzwalaniu Holandii spod okupacji niemieckiej w roku 1944. 

## Wiosna roku 1948 w Warszawie

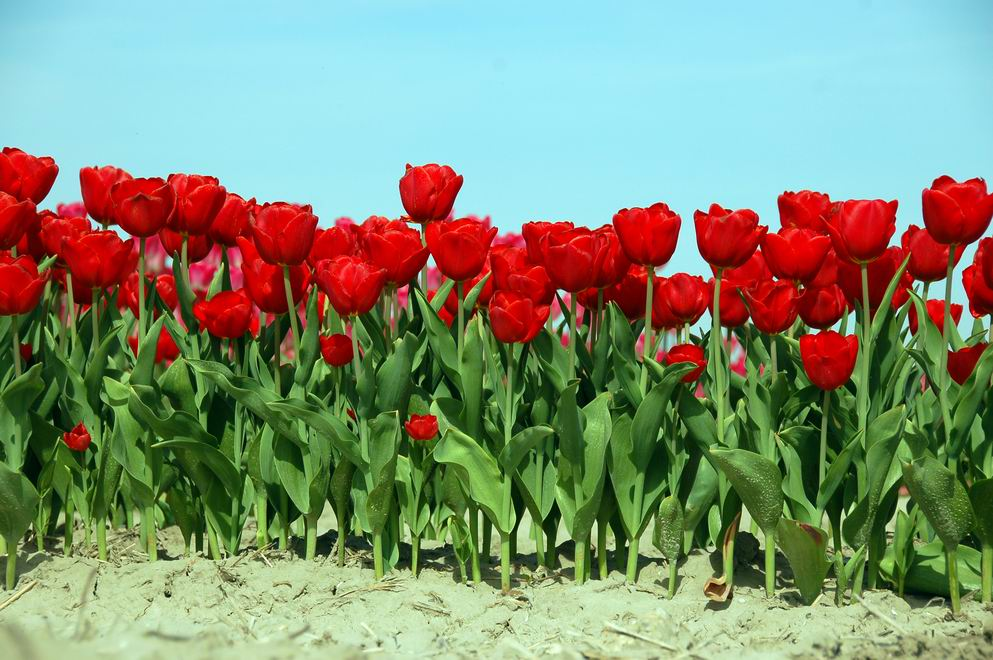
Holenderskie tulipany

Wiosną 1948 roku mieszkańcy powojennej Warszawy mogli cieszyć się widokiem tysięcy kwitnących tulipanów. Holandia podarowała je miastu jako wyraz wdzięczności za udział Wojska Polskiego w jej oswobodzeniu w 1944 r. – za walkę 1 Dywizji Pancernej, dowodzonej przez gen. Stanisława Maczka, na froncie zachodnim II wojny światowej, a zwłaszcza za ciężkie walki pod Bredą, które doprowadziły do wyzwolenia miasta bez zniszczeń i strat wśród ludności cywilnej. Jednym z dowodów wdzięczności Holandii był dar dla Warszawy – 20 tys. cebulek tulipanów, które zakwitły na warszawskich skwerach w maju 1948 roku. Tulipany ozdobiły m.in. skwer przy pl. Zbawiciela, zakwitły również w innych miastach Polski, m.in. w poznańskim Parku Wilsona. Wśród kwiatów umieszczono tabliczki wyjaśniające ich pochodzenie. 

## Tulipan „Generał Stanisław Maczek”

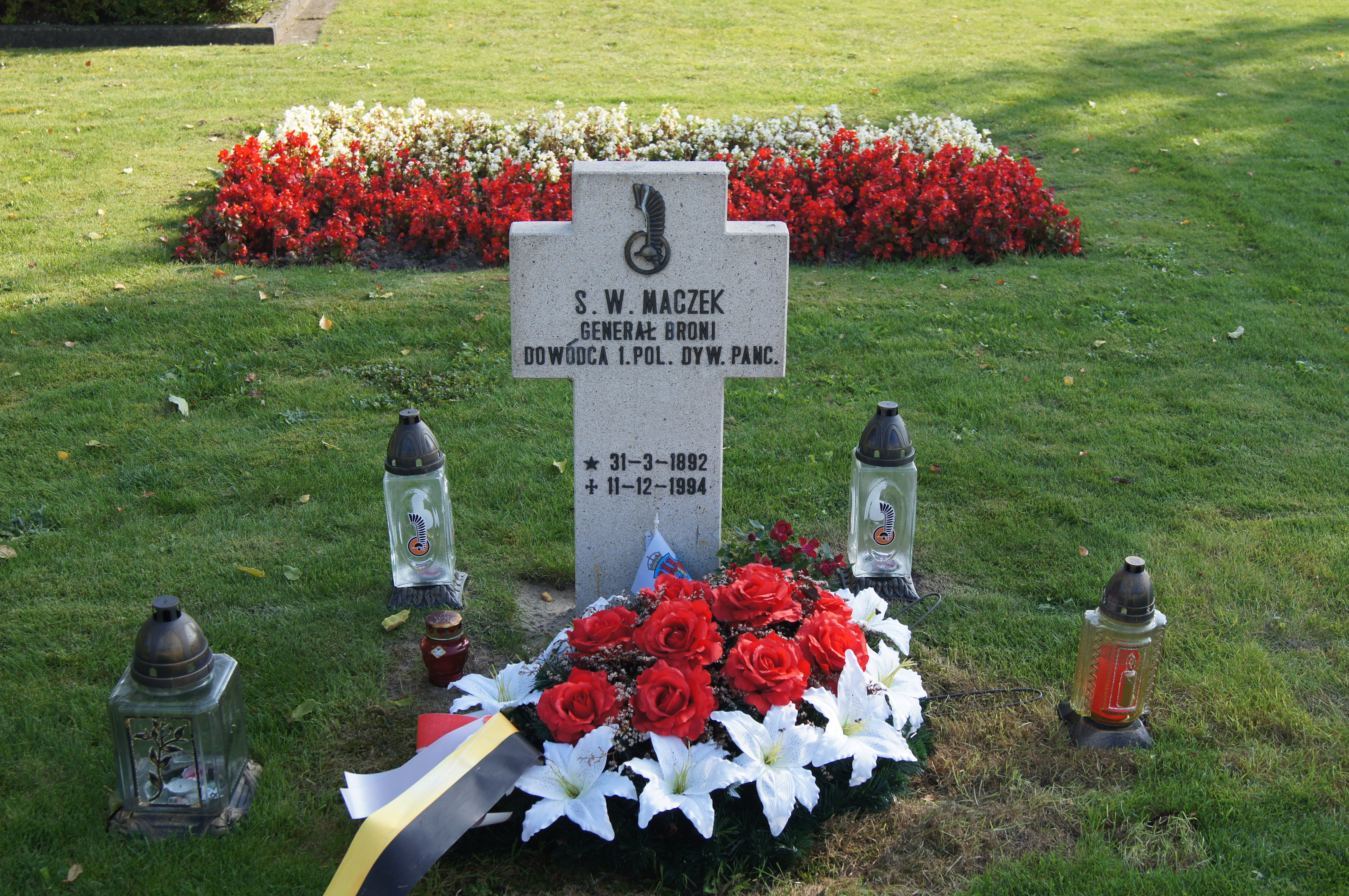
Grób generała Maczka na polskim cmentarzu wojskowym w Bredzie

W roku 2013 ponownie tulipan stał się symbolem wdzięczności Holandii dla gen. Maczka – honorowego obywatela Holandii – oraz pamięci o walkach 1 Dywizji Pancernej WP. Nazwę „Generał Stanisław Maczek” otrzymała nowa odmiana tulipana o czerwono-malinowych płatkach z białym brzegiem. Została wyhodowana przez holenderskiego ogrodnika, Jana Ligtharta, twórcę innych odmian nazwanych na cześć Polaków: tulipanów „Maria Kaczyńska”, „Irena Sendlerowa” i „Preludium Chopina”. Wyhodowanie odmiany „Generał Stanisław Maczek” trwało 16 lat. Kwiat dedykowany generałowi został publicznie zaprezentowany 25 kwietnia 2013 w rezydencji Królestwa Niderlandów w Warszawie, w obecności prof. Andrzeja Maczka, syna generała. Bukiet tulipanów „Generał Stanisław Maczek” ochrzczono na cmentarzu wojskowym w Bredzie. Uroczystości odbyły się przy grobie gen. Stanisława Maczka, z udziałem polskich weteranów walk 1 Dywizji Pancernej.